# Kovács Róbert (színművész)
Kovács Róbert (1976. november 6.) magyar színész, műsorvezető, rendező, koreográfus.

## Élete
Gyerekszínészként 7 évesen a Kicsi a bors… című sorozatban tűnt fel először. Népszerűségét az 1987-ben bemutatott A világ legrosszabb gyereke című ifjúsági film hozta, amiben Kavicsot, a film címszereplőjét játszotta. Később az Öcsi, a sztár, és a Tűrhető Lajos következett, majd 1989-től a Kölyökidő szereplője lett. A Színház -és Filmművészeti Főiskolára nem vették fel, ezért elvégezte Gór Nagy Mária színitanodáját. Később műsorvezetéssel is foglalkozott: vezette például a Fele királyságom című vetélkedő műsort, majd 2007-től az M1 Főtér című műsorát. 1996 óta játszik színpadon. Szabadúszó színész. 2002-ben Görbe Tükör néven saját színtársulatot alapított. Nős, két gyermek édesapja.

## Színház
- 2020
  - Ami késik, nem múlik (színész)

- 2019
  - Terülj, terülj, asztalkám! (színész)
  - Pinokkió színész
  - A kiskakas gyémánt félkrajcárja (színész)

- 2018
  - A kis herceg (rendező)
  - Csengő-Bongó királyság (színész)
  - Maugli, a dzsungel fia (rendező)

- 2017
  - Karinthy és a nők - Gondtalan órák színész

- 2016
  - Képzelt riport egy amerikai popfesztiválról (rendező)
  - A dzsungel könyve (rendező)
  - Maugli, a dzsungel fia (színész)

- 2014
  - Csipkerózsika (színész)
  - Mátyás napi forgatag (színész)
  - Huckleberry Finn kalandjai (színész)
  - Karácsonyi ének (színész)

- 2013
  - Mikulás és a hamis manók (színész)
  - Hamis manók Karácsonya (színész)
  - A madarász (színész)

- 2012
  - Tom Sawyer kalandjai (színész)
  - Terülj, terülj asztalkám (színész)
  - Lúdas Matyi (színész)

- 2011
  - Lili bárónő (színész)
  - A muzsika hangja (színész)
  - Az ibolya (színész)
  - Varázsló iskola (színész)
  - Hányszor mondjam még?! (rendező)
  - Marsall (színész)
  - Koldus és királyfi (színész)

- 2010
  - Karácsonyi utazás - Európa mese (rendező)
  - Csipkerózsika (színész)

- 2009

Mátyás király a csillagok között (színész)
- 2007
  - A kis herceg története (rendező)
  - Legendák Mátyás királyról (rendező)

- 2005
  - Ha én felnőtt volnék (szereplő)
  - Luxemburg grófja (ének)
  - Egy szoknya-egy nadrág (koreográfus)
  - Vuk (színész)

- 2004

Szépek és Balekok (táncos)
- 2003

Lassú felmelegedés (színész) 
- 2002

Szellemidézés (színész) 
- 2001

Charley nénje (színész) 
- 2001

Mindhalálig szex (színész)
- 2000
  - A kis herceg (színész)

- 1996
  - Katonadolog (színész)
  - Tanár úr, kérem! (színész)
  - Család ellen nincs orvosság (színész)

## Film- és tévészerepek
- Mintaapák (2021)
- Karácsonyi mese 2. (2019)
- A titkos szám (2011)
- Velem mindig történik valami (2003)
- Angyali történetek (2000)
- Szomszédok (1999)
- TV a város szélén (1998)
- Nyári film (1993)
- Kösszép (1992)
- Maigret (1992)
- Cirkusz (1991)
- Szereposztás (1991)
- Labdaálmok (1988)
- Öcsi, a sztár (1988)
- Tűrhető Lajos (1988)
- A világ legrosszabb gyereke (1987)
- Kicsi a bors… (1985)

## Műsorvezetőként
- MultiKlikk
- Fele királyságom
- Főtér